# 山口津香沙
山口 津香沙（やまぐち つかさ、7月21日 - ）は、ウェザーマップ所属の気象予報士。

## 来歴・人物
富山県高岡市出身、早稲田大学卒業。2006年 - 07年度ミス・インターナショナル日本代表選考会のファイナリストに出場。
趣味はプール、サウナ。特技は出会った人の第一印象を全て記憶していること。前職は放送局で気象センターAD業務。

## 担当番組
- ANNスーパーJチャンネル（テレビ朝日、日曜版、2018年1月7日 - 3月25日）
- TXNニュース（テレビ東京、日曜日）